# Louis Vander Snickt

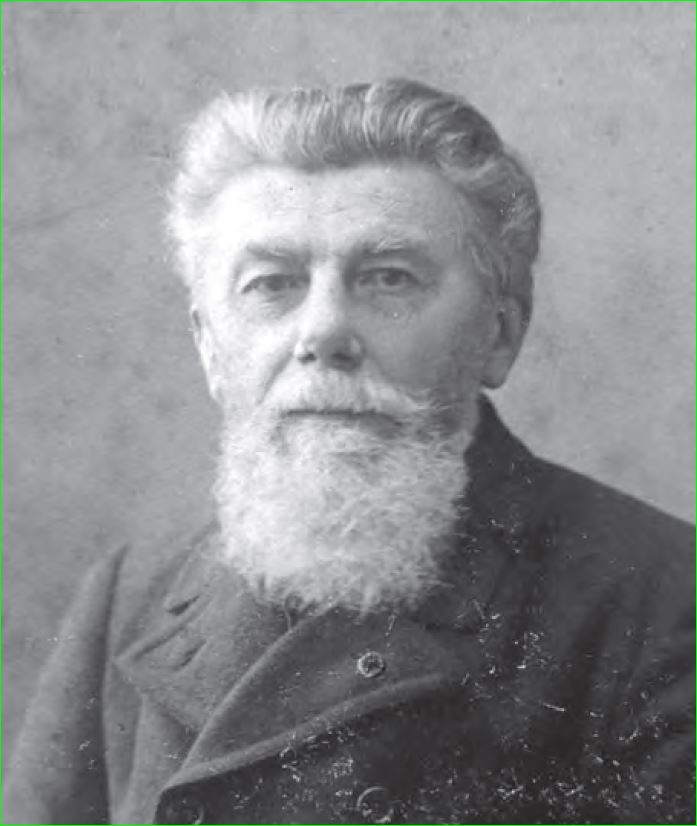
Louis Vander Snickt, um 1906

Louis Vander Snickt (* 24. Februar 1837 in Geraardsbergen, Belgien; † 20. Oktober 1911) war ein belgischer Zoologe. Seine Interessenschwerpunkte lagen bei Geflügel und Kleintieren. Er war der erste Direktor des Zoologischen Gartens der Stadt Düsseldorf.

## Leben
Vander Snickt wurde als ältestes von fünf Kindern in einer Großbauernfamilie in Geraardsbergen geboren. Er hatte daher viel Kontakt mit den örtlichen (Klein)Viehrassen. Er besuchte l’Institution de Melle mit Handelslehre als Schwerpunkt. Als er siebzehn Jahre alt  war, starb sein Vater. Er verließ die Schule, um den elterlichen Hof zu bewirtschaften. Über einen Onkel in England bezog er exotische Tiere und begann eine Tierhandlung. Gleichzeitig befähigte er sich in vielen Bereichen, unter anderem in der Fischerei und Jagd.
Durch sein Wissen und viele Kontakte wurde er 1871 Direktor des Zoologischen Gartens in Gent. Nebenbei war er weiterhin als Händler tätig und interessierte sich zunehmend für lokale Tierrassen. Im Jahre 1876 nahm er die Stelle des Zoodirektors in neu gebauten Zoo der Stadt Düsseldorf an. Da versprochene Subventionen ausblieben, zog er 1878 in die Heimat zurück nach Brüssel. Aufgrund gesundheitlicher Probleme reduzierte er seine Tätigkeit im Handelsbereich. Ab 1883 war er Chefredakteur der Zeitschrift Chasse et Pêche. Zur Verbesserung der Fischzucht wurden ihm die Teiche von Hertoginnendal bei Brüssel zur Verfügung gestellt.

## Geflügelkunde
Neben seinem Interesse für Hunde und Fische konzentrierte sich Vander Snickt auf Geflügel: Hühner, Tauben und exotische Kleinvögel. Er war ein gefragter Preisrichter. Er betonte dabei, dass Tiere mit Nutzaspekten diese Aspekte auch in vollem Umfang besitzen und behalten sollten. Von Vander Snickt ist die erste Beschreibung des typischen Krährufes der bergischen Kräher bekannt. Viele seiner Zeichnungen sind bis heute noch Grundlage für Rassestandards von belgischen Rassen. Im Jahre 1891 stand er Edward Brown bei dessen „Report on the Poultry Industry in Belgium“ bei.

## Werk
- L’Aquiculture en Belgique, 1894
- Le Chant du coq, in: Bulletin de la Société nationale d'acclimatation de France, Juni 1904, S. 161–170